# Кайява д’Эстанду, Жан-Франсуа
Жан-Франсуа́ Кайява́ д’Эстанду́ (де Л’Эстанду) (фр. Jean-François Cailhava d'Estandoux (de L'Estandoux); 28 апреля 1730, Верхняя Гаронна, Юг — Пиренеи — 27 июня 1813, Со, Франция) — французский писатель, поэт, драматический актёр, французский критик, член Французской академии.

## Биография
Успех его маленькой пьесы, поставленной на театральной сцене города Тулузы, побудил его предложить свои услуги как драматурга «Комеди Франсез». По словам одного из современников, «никто более него не осаждал Комеди Франсез своими рукописями, сочинениями всевозможных жанров и всевозможных размеров». Первые пьесы публика восприняла прохладно, но, в конце концов, он достиг успеха со своей комедийной постановкой «Эгоизм» в пяти актах (1777). Автор пытался вернуться к великим традициям итальянской комедии характеров. Кроме того, он попытался оживить традицию древнегреческой комедии: «Греческие Менехмы», 1791.
Против Кайява д’Эстанду выступал французский критик Жан-Франсуа де Лагарп. В ответ драматург весьма едко изобразил его в своей пьесе «Английские журналисты» (1782). Гримм в своей переписке выразил свое недоумение по этому поводу.
У Кайява д’Эстанду случались конфликты и в «Комеди Франсэз». Из-за враждебности актёра Моле он вынужден был покинуть это знаменитое заведение и занялся написанием книг по драматическому искусству (трактат «Об искусстве комедии», 1771), а также либертинской прозы («Le Soupé des petits maitres», 1770).
В 1797 году принят в Институт Франции, а также принял участие в работе Французской академии после её восстановления.